# クリス・リゴット
クリス・リゴット（Chris Riggott 、1980年9月1日 - ）は、イングランド・ダービー出身の元プロサッカー選手。現役時代のポジションはDF。

## 所属クラブ
プロ
- ダービー・カウンティFC 1999-2003
- ミドルズブラFC 2003-2010

→ストーク・シティFC 2008 (loan)
- カーディフ・シティFC 2010-2011
- ダービー・カウンティFC 2011-2012
- バートン・アルビオンFC 2012

## 代表歴
- イングランドU-21
  - UEFA U-21欧州選手権2002

## タイトル
ミドルズブラ
- フットボールリーグカップ: 2003-04